# Nepenthes lavicola
Nepenthes lavicola Wistuba & Rischer, 1996 è una pianta carnivora della famiglia Nepenthaceae, endemica di Aceh, Sumatra, dove cresce a 2000–2600 m.

## Conservazione
La Lista rossa IUCN classifica Nepenthes lavicola come specie in pericolo critico di estinzione (Critically Endangered).